# Schuilkerk

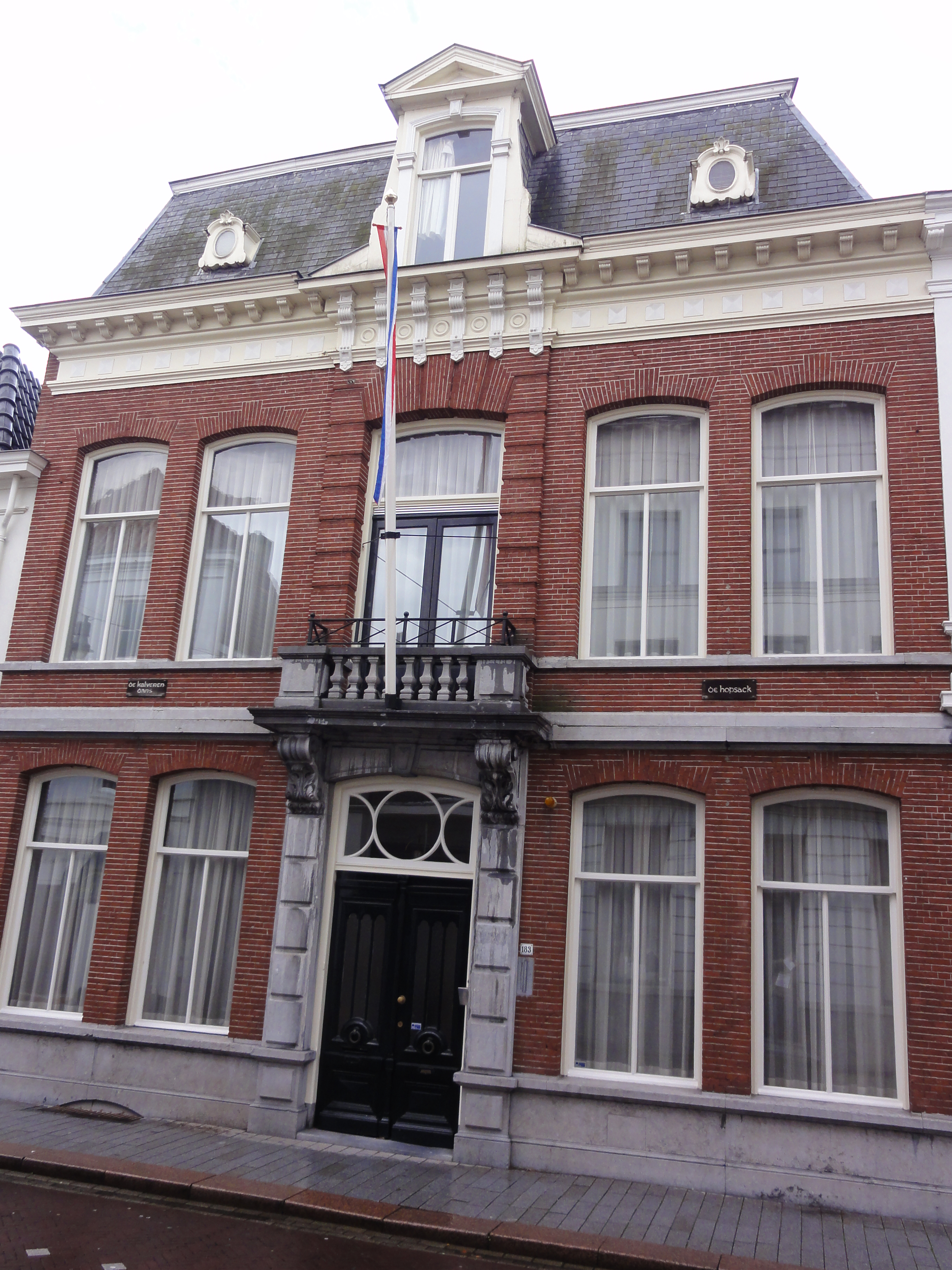
De Kalverendans en De Hopsack, een schuilkerk voor katholieken tijdens de inname van 's-Hertogenbosch

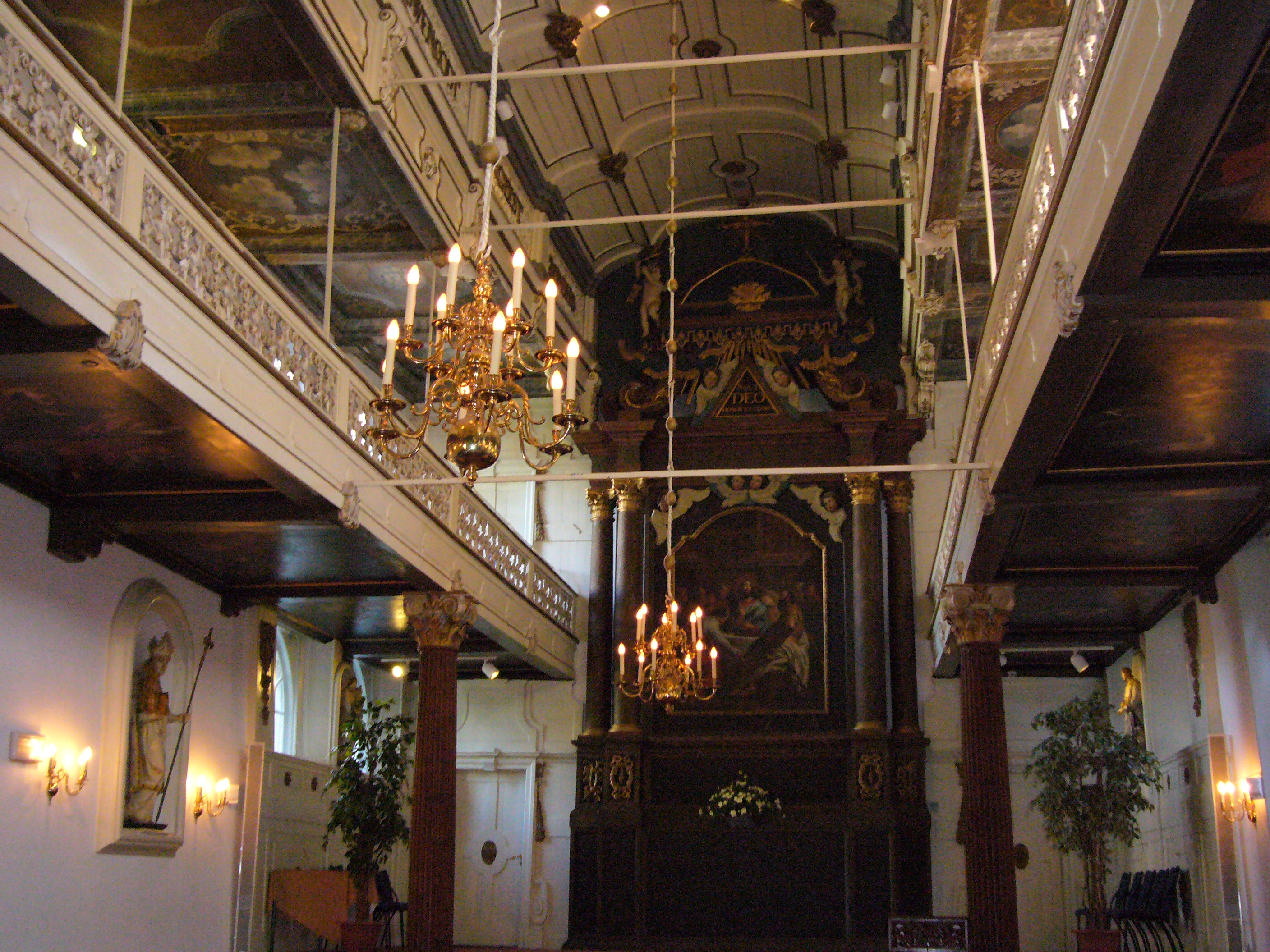
De Gertrudiskapel, een schuilkerk in Utrecht

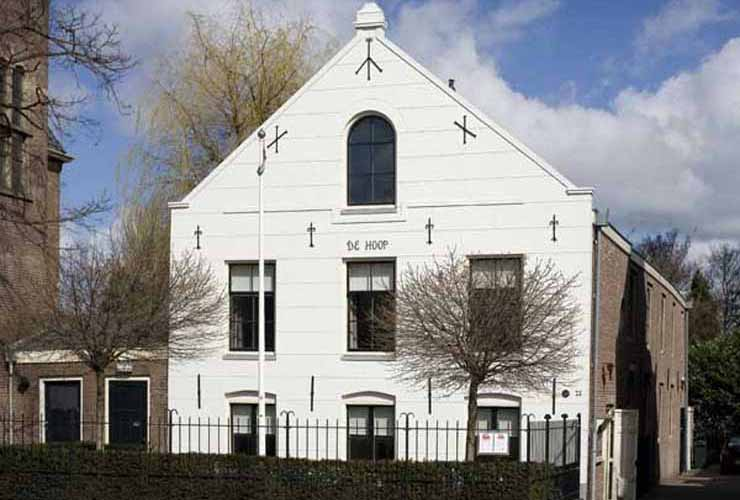
Schuilkerk De Hoop in Diemen, gebouwd in 1786-1787

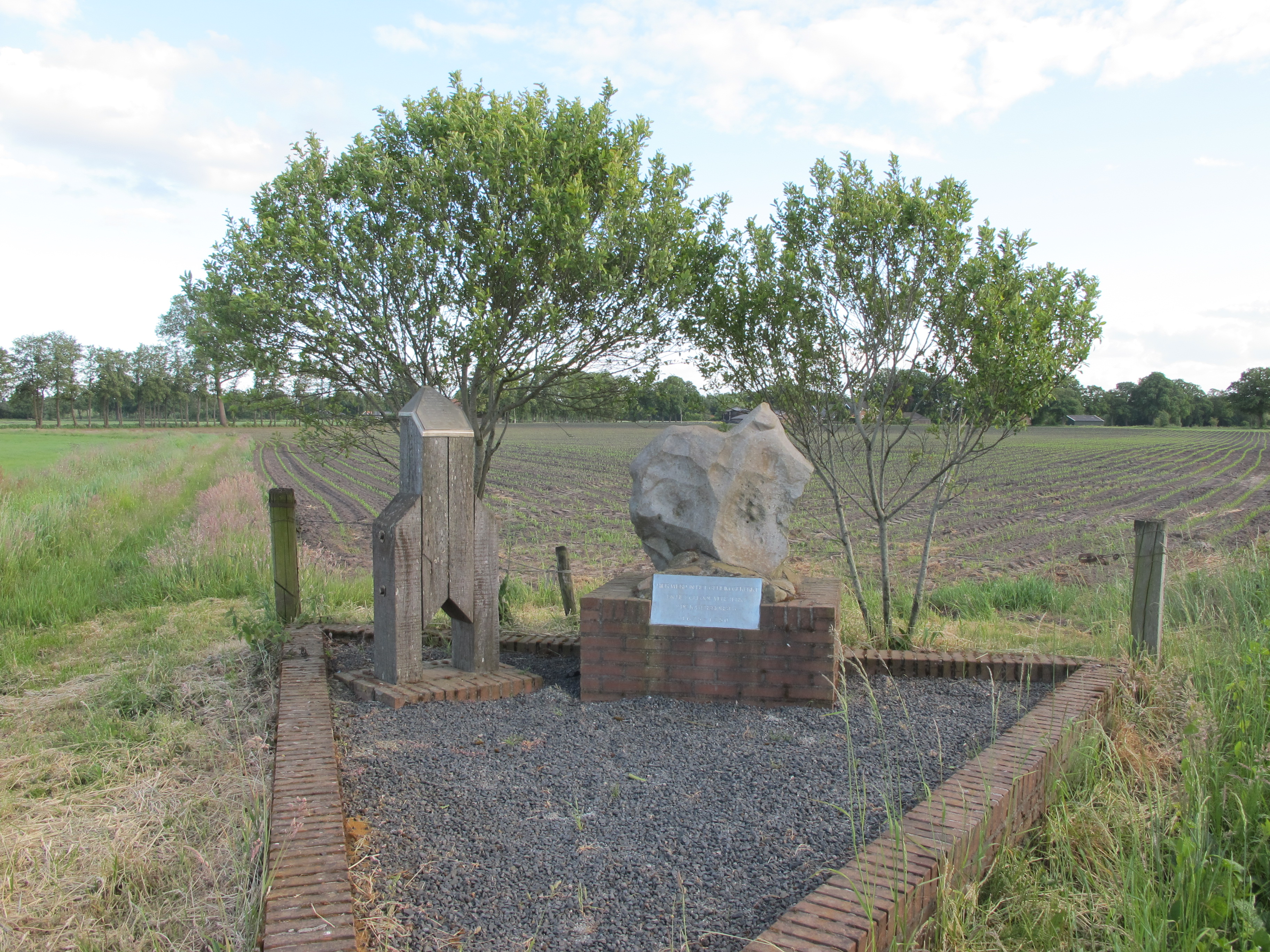
Gedenkstenen voor schuilkerk "De Katersberg" in Zieuwent, 1675-1750

Een schuilkerk (eigenlijk huiskerk) is een van buiten niet als zodanig herkenbaar kerkgebouw zoals die ten tijde van de Republiek der Verenigde Nederlanden werden gebruikt door rooms-katholieken, oudkatholieken, remonstranten, lutheranen en doopsgezinden. Dergelijke schuilkerken kwamen in grote delen van Nederland voor. In steden waren schuilkerken vooral in huizen en pakhuizen gevestigd, op het platteland had een kerk doorgaans het uiterlijk van een schuur en werd daarom ook wel schuurkerk genoemd.

## Ontstaan en ontwikkeling
Hoewel de Gouden Eeuw de geschiedenis is ingegaan als een tolerante tijd, was er van echte verdraagzaamheid van de kant van de calvinisten tegenover andere gezindten weinig sprake. Er heerste weliswaar 'gewetensvrijheid', maar godsdienstvrijheid was alleen weggelegd voor protestanten lid van de Nederduitse Gereformeerde Kerk. Verder konden alleen buitenlanders en als buitenlanders beschouwde personen, zoals de Joden, hun godsdienst vrij uitoefenen. Nederlanders werden dus geacht over te gaan tot de Nederduitse Gereformeerde Kerk (later Nederlandse Hervormde Kerk).
Tijdens de Reformatie in Nederland, in de jaren '70 van de 16e eeuw, waren de calvinisten in grote delen van Nederland aan de macht gekomen. Alle kerken werden geconfisqueerd, zodat katholieken en aanhangers van andere verboden religies hun toevlucht moesten nemen tot verborgen en illegale kerkjes in bestaande gebouwen. In eerste instantie werd hier door de autoriteiten hard tegen opgetreden, maar later gingen overheden een steeds pragmatischer houding innemen. Inmiddels was duidelijk geworden dat een groot deel van de bevolking nooit tot de Gereformeerde Kerk zou toetreden, en veel overheidsdienaars waren zelf slechts naar de officiële kerk overgegaan om hun baan en maatschappelijke positie te kunnen behouden.
Het gebruik van schuilkerken werd dan ook steeds meer toegestaan. In eerste instantie werden ze oogluikend gedoogd, later kon tegen jaarlijkse betaling van enorme sommen geld, de zogenaamde recognitiegelden, een officiële vergunning verkregen worden. Voorwaarden voor de verlening van zo'n vergunning waren dat een schuilkerk van buiten op geen enkele manier als kerk herkenbaar mocht zijn en dat het gebruik ervan niet als storend mocht worden ervaren door de calvinisten. Kerkgangers moesten het gebouw binnengaan door een deur die niet aan de openbare weg mocht liggen, en dan nog slechts met hoogstens twee personen tegelijk. Klokgelui was verboden en gezang mocht buiten niet hoorbaar zijn. Op het platteland werden bovendien vaak als extra voorwaarden gesteld dat de kerk zich buiten het dorp moest bevinden en alleen een rieten dak mocht hebben als teken van ondergeschiktheid aan de Gereformeerde Kerk.
In 1651 werd tijdens de zogeheten Grote Vergadering van alle gewesten van de Republiek de status bevestigd van de enige toegestane religie, de Gereformeerde Kerk, die destijds Nederduitse Gereformeerde Kerk (later Nederlandse Hervormde Kerk) werd genoemd. Andere kerken werden nu echter ook van een status voorzien, zolang men zich maar aan de bovenstaande regels en afspraken hield. Verder werd afgesproken dat stedelijke en gewestelijke overheden het beleid bepaalden. Kortom, de bestaande situatie van een typisch gedoogbeleid kreeg hiermee een wettelijke onderbouwing.
Ten aanzien van protestanten werd het beleid gedurende de tweede helft van de 17e eeuw verder versoepeld, waarna deze vaak ook echte kerken konden bouwen zolang die maar geen toren hadden. Doopsgezinde kerken, zogenaamde vermaningen, bleven echter vaak een schuilkerkachtig uiterlijk houden. Nadat de Republiek in de jaren 1672-1674 door katholieke buitenlandse mogendheden bijna van de kaart was geveegd, realiseerde de overheid zich dat de loyaliteit van het grote katholieke deel van de bevolking van groot belang was en werd het hun vaker toegestaan geheel nieuwe kerken te bouwen. Omdat deze nieuwe kerken nog steeds niet van buiten als kerk herkenbaar mochten zijn, worden ze ook schuilkerken genoemd, hoewel hun locatie inmiddels niet meer geheim was en de missen er in openheid werden gehouden.
Een schuilkerk samen met de vaste groep gelovigen werd een statie genoemd. Een statie onderscheidde zich van een parochie door het ontbreken van een afgebakend territorium. Schuilkerken werden gevestigd in elk beschikbaar pand, vooral in de armere buurten, en konden zich op korte afstand van elkaar bevinden, terwijl in andere delen van een stad er soms helemaal geen kerk voorhanden was.

## Einde van de schuilkerkenperiode
In 1798, aan het begin van de Franse tijd, kwam formeel een einde aan de schuilkerkenperiode. Alle godsdiensten werden toen voor de wet gelijkgesteld. Met de invoering van het koninkrijk der Nederlanden in 1815 bleef dit bestaan. Het betekende overigens nog niet dat er volledige vrijheid van godsdienst was; de overheid bemoeide zich nog met allerlei kerkelijke aangelegenheden, zoals de bouw van kerken die in het algemeen door overheidsambtenaren werd uitgevoerd. In de steden door de stadsarchitect, op het platteland door een ambtenaar van Rijkswaterstaat. Met de grondwetswijziging van 1848, waarbij de volledige Scheiding van kerk en staat werd geregeld, trok de overheid zich verder uit kerkelijke aangelegenheden terug, en kregen kerken volledige zeggenschap over de bouw van hun eigen godshuizen.
Een groot kerkgenootschap als de Rooms-Katholieke Kerk heeft in de loop van de 19e eeuw talloze schuilkerken afgebroken of onherkenbaar verbouwd. Men wilde niet alleen een grotere kerkruimte, maar vooral zichtbaar zijn in de steden en dorpen. Daarvoor werden prominente bouwwerken neergezet met hoge, spitse torens. Kleine kerkgenootschappen als de oudkatholieken en doopsgezinden beschikten doorgaans niet over de middelen en de ledentallen om grote kerken neer te zetten en bleven samenkomen in hun schuilkerkjes, waarvan velen tot op de dag van vandaag nauwelijks zijn veranderd. Het zijn vaak kerken met buitengewoon fraaie, schilderachtige en soms monumentale interieurs.

## Inrichting
Aanvankelijk waren schuilkerken zeer provisorisch ingericht. Later werd bij de inrichting de smaak van die tijd gevolgd. Katholieke schuilkerken werden ingericht in barokke stijl, vaak met kunstvoorwerpen uit de Zuidelijke Nederlanden. Vanwege het beperkte grondoppervlak werden veel schuilkerken in steden voorzien van galerijen om meer zitplaatsen te kunnen scheppen.

## Afwijkende situaties
- In sommige delen van Limburg die niet tot de Republiek behoorden bestond een omgekeerde situatie; de katholieke kerk bleef de officiële kerk, terwijl protestanten gebruik moesten maken van schuilkerken. Een dergelijke gereformeerde schuilkerk bevond zich bijvoorbeeld in Sittard.
- In delen van Limburg die door de Republiek waren bezet werd vaak een toleranter beleid gevoerd dan in de rest van het land. In Maastricht ging een tweetal kerken over naar de protestanten terwijl de rest katholiek bleef. Valkenburg en Klimmen zijn twee voorbeelden van plaatsen waar een zogenaamd simultaneum was ingesteld, waarbij de kerk als simultaankerk door zowel katholieken als protestanten werd gebruikt.
- Net over de grens, in het huidige België, werden zogenaamde grenskerken gebouwd ten behoeve van Nederlandse katholieken, onder andere bij Achel en Poppel.
- Vergelijkbare situaties bestonden in de indertijd tot Kleef behorende gebieden het Land van Ravenstein en Huissen. Ook in het eveneens tot Kleef behorende Kevelaer werd door Nederlanders gekerkt.
- In delen van Brabant en Gelderland moest men in de zeventiende eeuw nog buiten de Republiek ter kerke in een schuilkerk, maar nam de tolerantie in de achttiende eeuw toe, waardoor schuren die algemeen bekend waren als katholieke kerk, gebruikt konden worden. Dergelijke situaties deden zich voor in Deurne, waar men eerst in het huidige Limburg op de Grotenberg kerkte en later op de Lage Kerk in de dorpskom, en te Neede, waar men eerst in Zwillbrock kerkte en later in het eigen Rietmolen. Dergelijke kerken werden schuurkerken genoemd.
- In het noordoosten van het Gelderse Loenen ligt het kasteel Ter Horst, in 1557 op de restanten van een middeleeuwse voorganger gebouwd voor de burgemeester van Arnhem, Wijnand van Hackfort. De oranjerie werd vroeger gebruikt als graanschuur, die er al stond voordat huis Ter Horst werd gebouwd. In die tijd diende deze schuur waarschijnlijk als kerk; kerklijsten uit 1557 geven aan dat er in het bisdom van Deventer een kerk stond op het landgoed van kasteel Ter Horst, zie ook hieronder bij #huiskapellen.
- In steden als Den Haag en Amsterdam maakten katholieken gebruik van de kerken en kapellen van de diplomatieke vertegenwoordigingen van onder andere Spanje, Venetië en Frankrijk, totdat de autoriteiten dit verboden.
- De weinige katholiek gebleven edelen stelden soms hun huiskapellen beschikbaar voor de gelovigen uit de omgeving. Voorbeelden hiervan zijn het Huis (later: klooster) Heeckeren te Goor in Twente, Slot Doddendael te Ewijk, waar in de slotkelder werd gekerkt, Kasteel Hernen en Kasteel Ter Horst (Loenen), zie ook hierboven bij # Kasteel Ter Horst (Loenen).
- Analoge instituties in het Habsburgse Rijk waren de Artikularkirchen (vanaf 1684, alleen in toenmalig Hongarije) en Toleranzbethäuser (vanaf 1781).

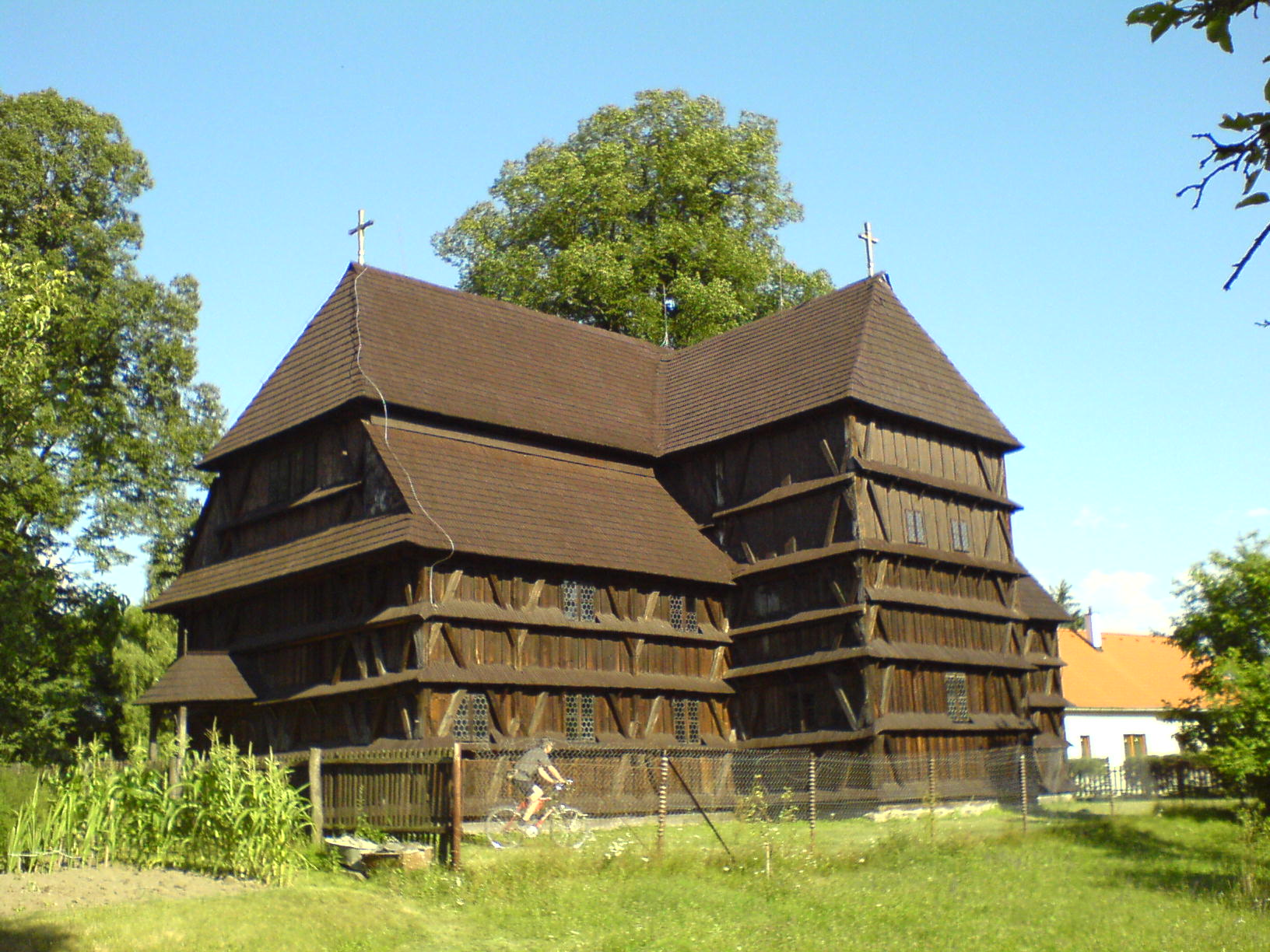
Artikularkirche te Hronsek (luthers)
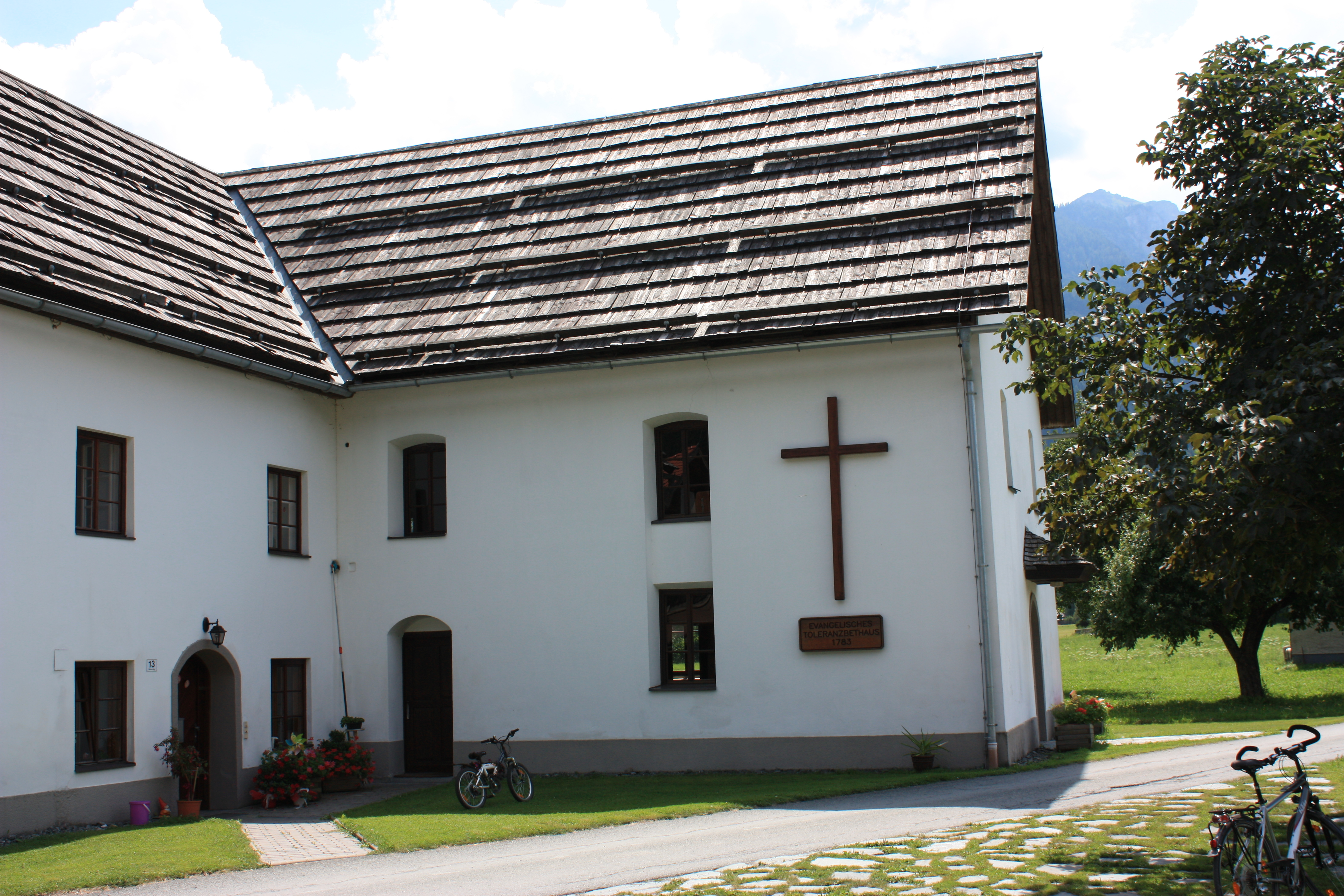
Toleranzbethaus te Watschig (luthers)
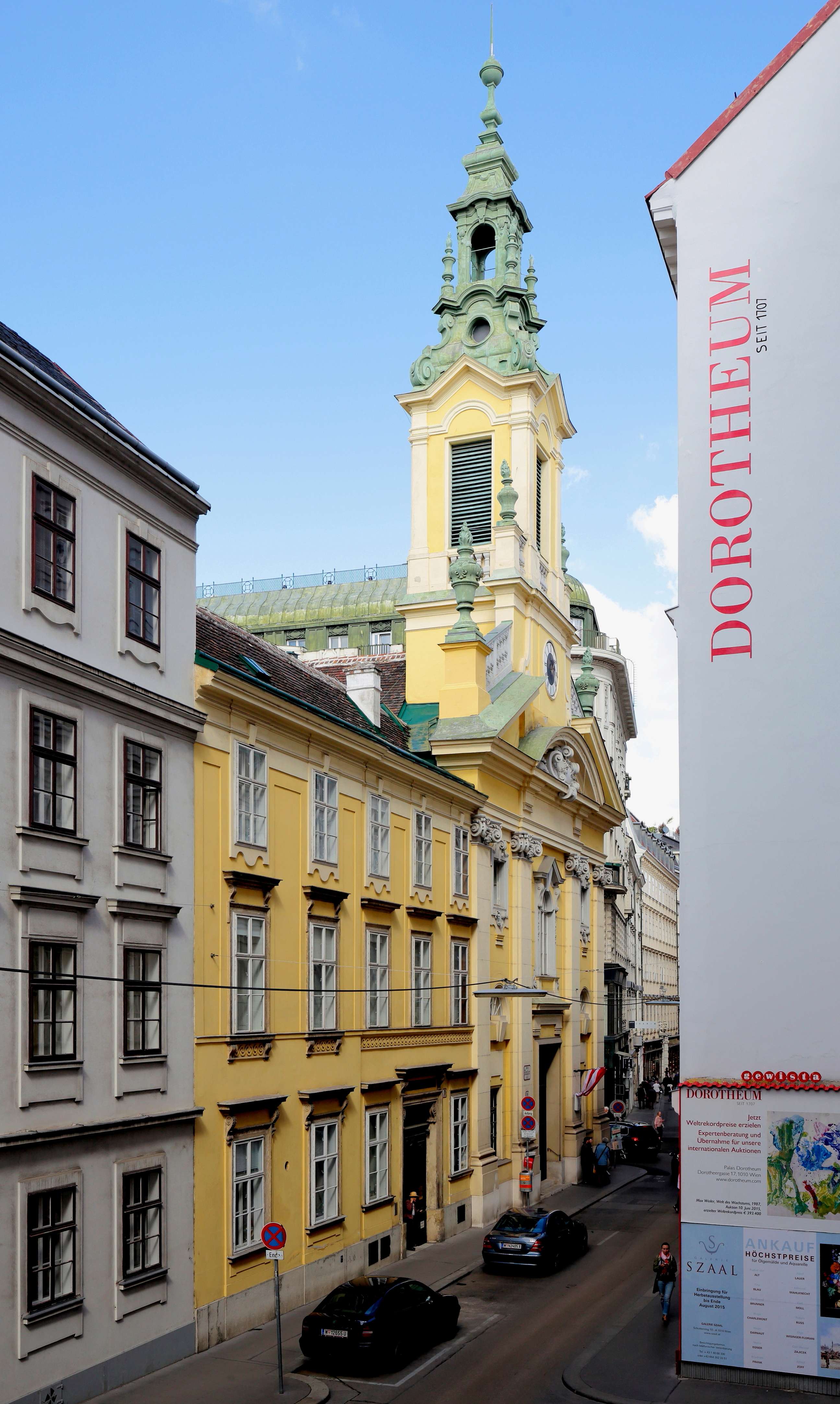
Reformierte Stadtkirche te Wenen (gereformeerd, in 1887 van een toren en een nieuwe gevel voorzien)
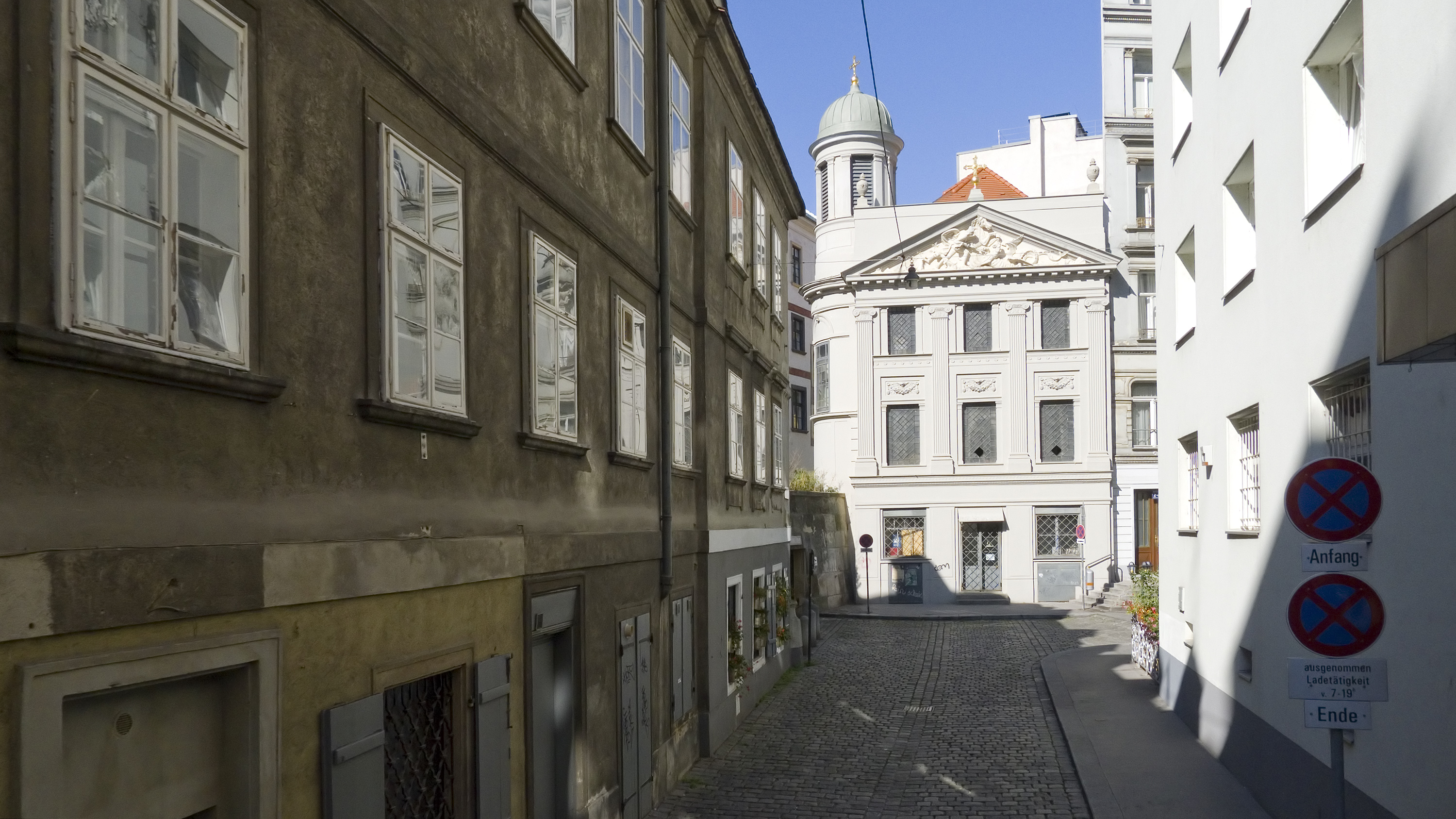
Georgskirche te Wenen (Grieks-orthodox)
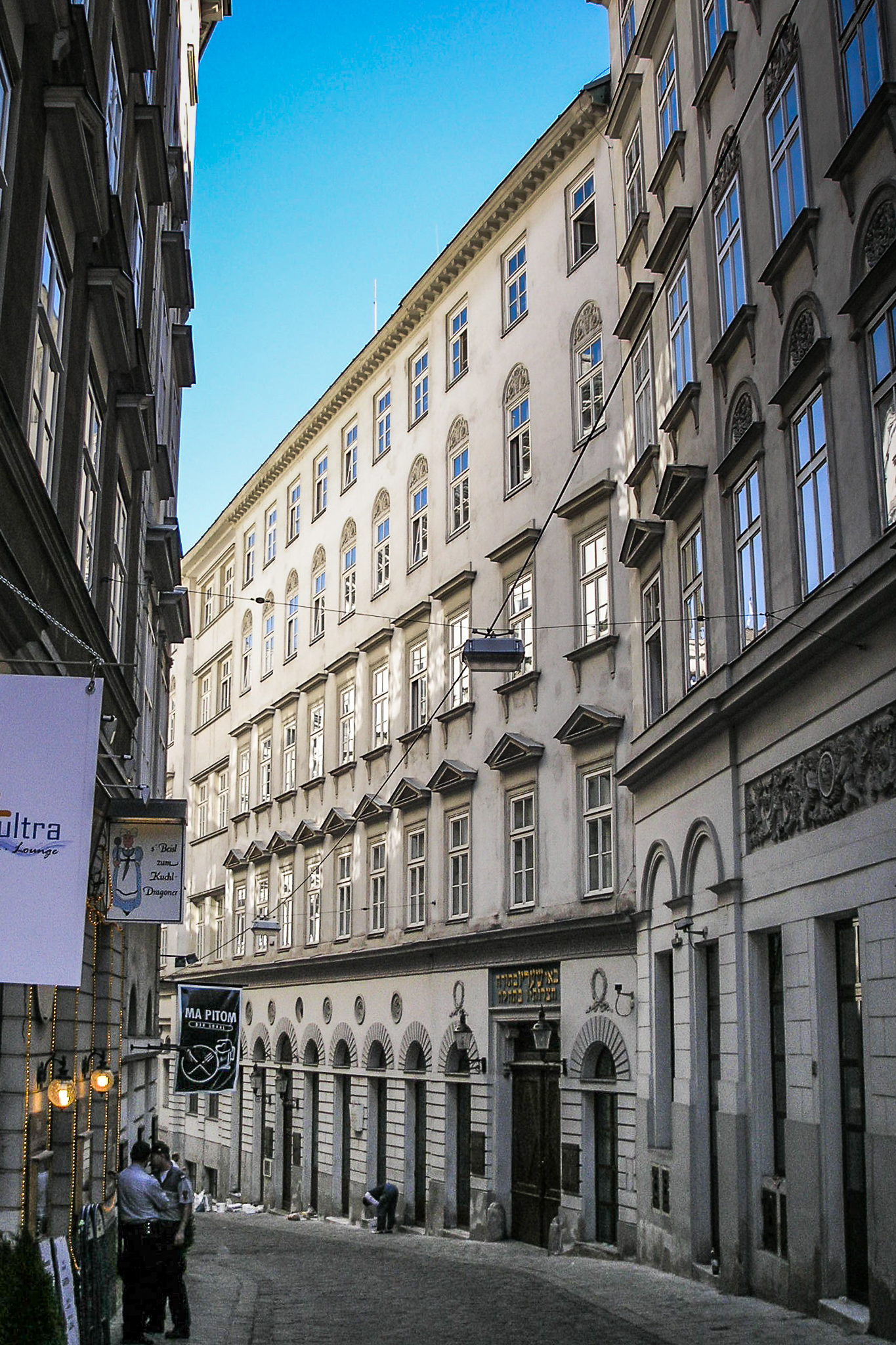
Stadttempel te Wenen (joods)

## Moderne tijd
In landen waar tegenwoordig nog christenvervolging plaatsvindt zijn ook nog altijd schuilkerken. Zie verder het artikel huisgemeente.